# Karaburma préhistorique
La Karaburma préhistorique (en serbe cyrillique : Праисторијска Карабурма ; en serbe latin : Praistorijska Karaburma) est située à Belgrade, la capitale de la Serbie, dans la municipalité de Palilula et dans le quartier de Karaburma. Ce site archéologique remonte à la Préhistoire. En raison de son importance, il figure sur la liste des sites archéologiques protégés de la république de Serbie et sur la liste des biens culturels de la ville de Belgrade.

## Présentation
Lors de fouilles menées par le musée de la ville de Belgrade, une centaine de tombes contenant des corps ayant subi une crémation ont été mises au jour ; ces tombes dataient de la culture celtique de La Tène. Au cours de la même campagne archéologique, ont été exhumées 230 tombes de l'âge du bronze ainsi les vestiges d'habitations remontant au Chalcolithique, à l'âge du bronze et à l'âge du fer, le tout contenant des urnes ou des objets en métal. Les découvertes les plus anciennes remontent aux cultures de Baden et de Salkuca.